# Boromo
Boromo este un oraș în Burkina Faso. Este reședința provinciei Balé.